# Clément Rosset
Clément Rosset (ur. 12 października 1939 w Barneville-Carteret, zm. 27 marca 2018 w Paryżu) – francuski filozof.

## Życiorys
W 1961 roku wstąpił do École normale supérieure (ENS), gdzie uzyskał stopień docenta z filozofii w 1964. Wykładał filozofię na uniwersytecie w Montrealu między 1965 a 1967 rokiem, a następnie na Uniwersytecie Sophia-Antipolis w Nicei do 1998 roku.

## Filozof Rzeczywistości
Filozofia Clémenta Rosseta opiera się na prostej tezie „istnieje jedynie rzeczywistość”. Jego filozofia zapisuje się raczej po stronie Parmenidesa, a następnie Nietzsche’go, radykalnie odrzucając możliwość istnienia rzeczywistości innej niż tej którą spostrzegamy, zrywając przy tym z długą tradycją filozoficzną sięgającą od Platona po Kanta i współczesnych.
Pochylił się także, a mianowicie w La Force majeure, nad wynikającą radością z bezwarunkowego podjęcia się życia w obliczu Tragedii, która mu jest inherentna.

## Dzieła
- La Philosophie tragique, Paris, Presses universitaires de France, 1960 (ISBN 2-13-054066-X[5])
- Le Monde et ses remèdes, Paris, Presses universitaires de France, Paris, 1964 ( ISBN 2-13-050941-X)
- Schopenhauer, philosophe de l’absurde, Paris, Presses universitaires de France, 1967, 2010 ( ISBN 978-2-13-058350-9)
- L’Esthétique de Schopenhauer, Paris, Presses universitaires de France, 1969  (ISBN 2-13-042129-6)
- Logique du pire: éléments pour une philosophie tragique, Paris, Presses universitaires de France, coll. «Bibliothèque de philosophie contemporaine», 1971  (ISBN 2-13-045056-3)
- L’Anti-nature: éléments pour une philosophie tragique, Paris, Presses universitaires de France, 1973 (ISBN 2-13-053957-2)
- Le Réel et son double: essai sur l’illusion, Paris, Gallimard, 1976 (ISBN 2-07-032751-5)
- Le Réel: Traité de l’idiotie, Paris, Éditions de Minuit, 1977 (ISBN 2-7073-1864-7)
- L’Objet singulier, Paris, Éditions de Minuit, 1979, (ISBN 2-7073-0285-6)
- La Force majeure, Paris, Éditions de Minuit, 1983 (ISBN 2-7073-0658-4)
- Le Philosophe et les sortilèges, Paris, Éditions de Minuit, 1985 (ISBN 2-7073-1011-5)
- Le Principe de cruauté, Paris, Éditions de Minuit, 1988 (ISBN 2-7073-1180-4)
- Le Choix des mots, Paris, Éditions de Minuit, 1995 (ISBN 2-7073-1539-7)
- Loin de moi: étude sur l’identité, Paris, Éditions de Minuit, 1999 (ISBN 978-2-7073-1691-2)
- L’École du réel, Paris, Éditions de Minuit, 2008 (ISBN 2-7073-2019-6) [anthologie]
- Esquisse biographique. Entretiens avec Santiago Espinosa, Encre Marine, 2017 (ISBN 978-2-35088-123-2)
- L’Endroit du paradis. Trois études. Paris, Les Belles Lettres, 2018 ((ISBN 2-35088-147-4))